# Bój
Bój – zorganizowane krótkotrwałe starcie zbrojne, pododdziałów, oddziałów i związków taktycznych walczących stron.
Bój jest podstawową częścią składową walki. Jest to intensywne, skupione w czasie i przestrzeni, starcie w skali taktycznej głównych sił przeciwstawnych stron. W skali operacyjnej bojowi odpowiada termin bitwa, czyli podstawowa część operacji, a w skali strategicznej kampania. Ze względu na cel i charakter działań zbrojnych można wyróżnić boje obronne i zaczepne.
W taktyce morskiej występuje pojęcie boju morskiego. Jest to podstawowa forma taktycznych działań bojowych sił marynarki wojennej. Jest to starcie zbrojne zespołów taktycznych i oddziałów przeciwstawnych sił morskich, obejmujące uzgodnione co do obiektów, miejsca i czasu uderzenia i ataki, wykonywane w celu rozbicia lub porażenia przeciwnika w takim stopniu, aby zmusić go do rezygnacji z walki.